# Кастроп-Рауксель
Кастроп-Рауксель (нем. Castrop-Rauxel) — небольшой город в Германии. До 1975 — внерайонный. Занимает площадь 51,66 км².
Официальный код субъекта самоуправления — 05 5 62 004.

## География города

#### Местонахождение
Находится в земле Северный Рейн-Вестфалия. Подчинён административному округу Мюнстер. Входит в состав района Реклингхаузен.

#### Население
Население составляло 73 126 человек (на 31 декабря 2020 года).

#### Города рядом
Ближайшие города - Реклингхаузен, Даттельн, Херне, Бохум и Дортмунд. Последний также самый крупный из вышеперечисленных.

## История города

#### Первое упоминание
Впервые упоминается в 834 году как «Вилла Касторп».

#### Формирование
Город Кастроп был основан в результате слияния Кастропа, Оберкастропа и Берингхаузена в 1902 году. Кастроп-Рауксель был образован 1 апреля 1926 года, после присоединения ещё 10 муниципалитетов к Кастропу.

#### Завод города
В городе был завод по производству нефтепродуктов для Немецкой Армии.

#### Во время второй мировой войны
Во время второй мировой войны завод Кастроп-Раукселя использовался для производства синтетических нефтепродуктов. Большая часть промышленности и жилых зданий были уничтожены.
Во время войны большая часть города и его инфраструктуры были уничтожены.

#### После второй мировой войны
После Второй мировой войны Кастроп-Рауксель, как и многие города Германии, оказался в руинах. Благодаря усилиям жителей, государственной поддержке и плану Маршалла восстановление прошло в кратчайшие сроки. Уже к 1950-м годам основные предприятия заработали, инфраструктура была модернизирована, а город вернулся к жизни.

#### Вторая половина двадцатого века
После присоединения деревни Хенрихенбург, в 1975 году, город вошёл в район Реклингхаузен.
В результате двух крупных кризисов, стального и угольного, которые очень сильно ударили по экономике Рурского региона, начали закрываться шахты и вывозиться тяжелая промышленность. В 1984 году была закрыта последняя шахта.
В прошлом был известен своими угольными шахтами, игравшими ключевую роль в его экономике. С течением времени эти угольные шахты закрылись, и их территории превратились в парки и зоны отдыха.

## Административное деление
Делится на 15 городских районов. Самый крупный из них — Хенрихенбург.  На втором месте район Иккерн.
| Районы                 | Население 2012-12-31 | Площадь km² | Плотность населения /km² |
| ---------------------- | -------------------- | ----------- | ------------------------ |
| Берингхаузен           | 01.810               | 1,723       | 1150                     |
| Бладенхорст            | 01.172               | 4,489       | 0261                     |
| Бёвингхаузен           | 02.274               | 1,000       | 2274                     |
| Кастроп                | 08.416               | 2,788       | 3019                     |
| Дайнингхаузен          | 01.897               | 2,919       | 0650                     |
| Динген                 | 00.921               | 1,811       | 0509                     |
| Фролинде               | 03.426               | 2,583       | 1326                     |
| Хабингхорст            | 08.934               | 4,197       | 2129                     |
| Восточный Хенрихенбург | 03.902               | 3,052       | 1279                     |
| Западный Хенрихенбург  | 01.561               | 4,323       | 0361                     |
| Северный Иккерн        | 03.798               | 2,784       | 1364                     |
| Южный Иккерн           | 11.863               | 4,475       | 2651                     |
| Мерклинде              | 01.063               | 1,664       | 0639                     |
| Оберкастроп            | 06.212               | 2,557       | 2429                     |
| Пёпингхаузен           | 00.793               | 3,529       | 0225                     |
| Северный Рауксель      | 04.504               | 1,766       | 2550                     |
| Южный Рауксель         | 06.304               | 3,252       | 1938                     |
| Шверин                 | 06.471               | 2,583       | 2505                     |
| Кастроп-Рауксель       | 075.321              | 51,495      | 1463                     |

## Достопримечательности
Так как Кастроп-Рауксель в прошлом - угледобывающий, в нем есть много шахт превращенных в музеи. Также у города есть другие достопримечательности — не связанные с его добывающим промыслом.

#### Старое здание Ратуши
Старое здание Ратуши - бывшее здание ратуши, сейчас является музыкальной школой. Находится вблизи автобусного вокзала города. Новая ратуша была построена на Площади Европы (нем. Europaplatz).

#### Шахта Эрин
Шахта Эрин (нем. Zeche Erin) - основанная в 1867 году ирландцем Вильямом Томасом Мульвани, который дал шахте кельтское название "Зеленый остров. Это последняя закрытая шахта в городе, сейчас вокруг неё находится парк Эрин.

#### Солнечные часы Бергхальде Шверин
Солнечные часы Bergehalde Schwerin были построены на отвале Halde Schwerin. В результате качественного преобразования ландшафта сформировалась возвышенность, на вершине которой находятся солнечные часы из металла, работа художника Яна Борманна, которые являются любимым местом отдыха многих местных жителей.

#### Памятник Таубенватта
Уникальный для Рурской Области памятник включает скульптуру владельца почтовых голубей - "Taubenvater" - памятник состоит из двух частей. Выполнен из бронзы.

#### Памятник "Скаковой лошади горняка"
Памятник очень популярной когда-то "Скаковой лошади горняка" в Кастроп-Раукселе. Установлен на вновь заложенной площади рядом с улицей Obere Münsterstraße в 1986 году. 

#### Замок Бладенхорст
Замок Бладенхорст - находиться в районе Бладенхорст, был построен примерно в 1266 года. На данный момент его сдают как жилое помещение. Когда-то здесь жили рыцари фон Бламхурст, к началу XIV века жила семья фон Дюнгелен. В 1338 году Рётгер фон Дюнгелен отдаёт во владение графам Клевским. Замок мог использоваться Рётгером в случае войны. В результате бракосочетания в 1496 замок перешел к Филиппу фон Вирмундту, с 1624 до 1881 года к Ромбергам, которые его унаследовали.

## Общественный транспорт

#### Транспортные компании
В городе проложены транспортные линии от муниципальных компаний DSW21, HCR, VESTISCHE и BOGESTRA, а также железнодорожный от DB. За все виды наземного общественного транспорта, тарифы на билеты и так далее отвечает транспортная ассоциация "Рейн-Рур".

#### Автобусный и железнодорожный вокзалы города
В городе имеется один железнодорожных вокзал и две станции, а также один автобусный вокзал. Главный железнодорожный вокзал (нем. Hauptbahnhof) является по совместительству и самым крупным, также в городе имеется две железнодорожные станции (нем. Bahnhof) Кастроп-Рауксель Юг и Кастроп-Рауксель Мерклинде. В городе также имеется один автобусный вокзал (нем. Busbahnhof ), который имеет название Кастроп-Рауксель площадь Мюнстера (нем. Castrop-Rauxel Münsterplatz).

#### Весь маршрутный транспорт в городе
| Линия | Маршрут | Транспортная компания |
| ----- | --- | --------------------- |
| 237   | Castrop-Rauxel Münsterplatz – Castrop-Rauxel Europaplatz – Castrop-Rauxel Hbf – Castrop-Rauxel Hertzstraße Herne Pantringshof – Recklinghausen Alte Grenzstraße – Recklinghausen In den Heuwiesen – Recklinghausen Hbf | VESTISCHE             |
| 311   | Castrop-Rauxel Münsterplatz – Castrop-Rauxel Daimlerstraße – Herne Holthausen Mitte – Herne Teutoburgia – Herne Akademie Mont-Cenis – Herne Ostbachtal – Herne Stadtgarten – Herne Archäologie-Museum – Herne Mitte – Herne Bahnhof – (Herne Roonstraße Gewerbegebiet – Herne Zechenring) | HCR                   |
| 324   | Castrop-Rauxel Münsterplatz – Castrop-Rauxel Erin-Park – Herne Akademie Mont-Cenis – Herne Gysenberg / LAGO – Herne Ostbachtal – Herne Feuerwache Sodinger Straße – Herne Archäologie-Museum – Herne Mitte – Herne Bahnhof | HCR                   |
| 341   | Castrop-Rauxel Münsterplatz – Castrop-Rauxel Markt – Castrop-Rauxel Hangweg – Castrop-Rauxel Kolpingstraße – Castrop-Rauxel Neuroder Platz – Castrop-Rauxel Schwerin Seniorenheim | HCR                   |
| 347   | Castrop-Rauxel Münsterplatz – Castrop-Rauxel Stellbrinkstraße – Castrop-Rauxel Europaplatz – Castrop-Rauxel Ev. Krankenhaus | HCR                   |
| 351   | Castrop-Rauxel Münsterplatz – Castrop-Rauxel Gewerbegebiet Westring – Herne Elchweg – Herne Holthausen Mitte – Herne Teutoburgia – Herne Voßnacken – Herne Am Trimbuschhof – Herne Bahnhof | HCR                   |
| 353   | Castrop-Rauxel Münsterplatz – Castrop-Rauxel Markt – Castrop-Rauxel Stadtgarten – Castrop-Rauxel Langeloh – Bochum-Gerthe Mitte – Bochum-Hiltrop Kirche – Bochum Vierhausstraße – Bochum Rathaus U – Bochum Hbf / Boulevard – Bochum Oskar-Hoffmann-Straße U – Bochum Schauspielhaus U – Bochum Werk Eickhoff – Bochum Am Kuhlenkamp – Bochum Blankensteiner Straße | BOGESTRA              |
| 361   | Castrop-Rauxel Münsterplatz – Castrop-Rauxel Betriebshof – Castrop-Rauxel Deininghausen – Castrop-Rauxel Weimarer Straße – Dortmund Nette/Oestrich S – Dortmund-Mengede Markt | HCR                   |
| 364   | Castrop-Rauxel Münsterplatz – Castrop-Rauxel Markt – Castrop-Rauxel Stadtgarten – Castrop-Rauxel Gerther Straße – Castrop-Rauxel Merklinde / Harkortstraße – Bochum-Gerthe Mitte – Bochum Ecksee – Bochum Ruhr Park – Bochum-Werne Mitte – Bochum-Werne Amt – Bochum-Langendreer West S – Bochum Kaltehardtstraße – Bochum Sportplatz Papenholz | BOGESTRA              |
| 378   | Castrop-Rauxel Münsterplatz – Castrop-Rauxel Markt – Castrop-Rauxel Tiergartenstraße – Castrop-Rauxel Gerther Straße – Dortmund Bövinghauser Straße – Dortmund Kaubomstraße – DortmundLütgendortmund S – Dortmund Provinzialstraße – Bochum-Langendreer S – Bochum-Langendreer Markt – Bochum Kaltehardtstraße – Bochum Ruhr-Universität U | BOGESTRA              |
| 480   | Castrop-Rauxel Ickern Nord – Castrop-Rauxel Ickern Markt – Castrop-Rauxel Habinghorst Post – Castrop-Rauxel Hbf – Castrop-Rauxel Europaplatz – Castrop-Rauxel Betriebshof – Castrop-Rauxel Münsterplatz – Castrop-Rauxel Markt – Castrop-Rauxel Goldschmieding – Castrop-Rauxel Neuroder Platz – Castrop-Rauxel Frohlinde Denkmal – Dortmund-Kirchlinde Krankenhaus – Dortmund-Kirchlinde Zentrum – Dortmund-Hangeney – Dortmund-Marten Bahnhof – Dortmund-Marten Süd S U | DSW21                 |
| 481   | Castrop-Rauxel Münsterplatz – Castrop-Rauxel Markt – Castrop-Rauxel Kolpingstraße – Castrop-Rauxel Betriebshof – Castrop-Rauxel Orionstraße – Castrop-Rauxel Ev. Krankenhaus – Castrop-Rauxel Europaplatz – Castrop-Rauxel Waldfriedhof – Castrop-Rauxel Hbf – Castrop-Rauxel Habinghorst Friedhof – Castrop-Rauxel Henrichenburg Mitte – Castrop-Rauxel Wartburg – Castrop-Rauxel Becklemer Heide                                                                        | DSW21                 |
| 482   | Dortmund-Mengede Bahnhof – Dortmund Droste-zu-Vischering – Castrop-Rauxel Vinckeplatz – Castrop-Rauxel Ickern Markt – Castrop-Rauxel Ickern Friedhof – Castrop-Rauxel Nordstraße – Castrop-Rauxel Habinghorst Post – Castrop-Rauxel Hbf – Castrop-Rauxel Europaplatz – Castrop-Rauxel Betriebshof – Castrop-Rauxel Münsterplatz – Castrop-Rauxel Markt – Castrop-Rauxel Goldschmieding – Castrop-Rauxel Neuroder Platz – Castrop-Rauxel Schwerin Seniorenheim             | DSW21                 |
| SB22  | Castrop-Rauxel Münsterplatz – Castrop-Rauxel Europaplatz – Castrop-Rauxel Hbf – Castrop-Rauxel Hertzstraße – Castrop-Rauxel Henrichenburg Mitte – Datteln Wittener Straße – Datteln Böckenheckstraße – Datteln Emscher-Lippe-Straße – Datteln Vestische Kinderklinik – Datteln Südring – Datteln Busbahnhof | VESTISCHE             |
| NE11  | Dortmund Reinoldikirche – Dortmund Hbf – Dortmund-Hafen – Dortmund-Kirchlinde Zentrum – Castrop-Rauxel Frohlinde Denkmal – Castrop-Rauxel Neuroder Platz – Castrop-Rauxel Goldschmieding – Castrop-Rauxel Markt – Castrop-Rauxel Münsterplatz – Castrop-Rauxel Betriebshof – Castrop-Rauxel Europaplatz – Castrop-Rauxel Hbf – Castrop-Rauxel Habinghorst Post – Castrop-Rauxel Vinckeplatz – Castrop-Rauxel Ickern Markt                                                 | DSW21                 |

| Линия | Маршрут | Транспортная компания |
| ----- | --- | --------------------- |
| RB43  | Dorsten Hbf – Herне Wanne-Eickel Hbf – Herne Bf – Herne Börnig Bf – Castrop-Rauxel Süd Bf – Castrop-Rauxel Merklinde Bf – Dortmund Bövinghausen Bf – Dortmund Lütgendortmund Nord – Dortmund Marten Bf – Dortmund Rahm Bf – Dortmund Huckarde Nord – Dortmund Hbf | DB                    |

## Фотографии
- Главный железнодорожный вокзал
- Замок Бладенхорст